# Bernhard Klein (Künstler)

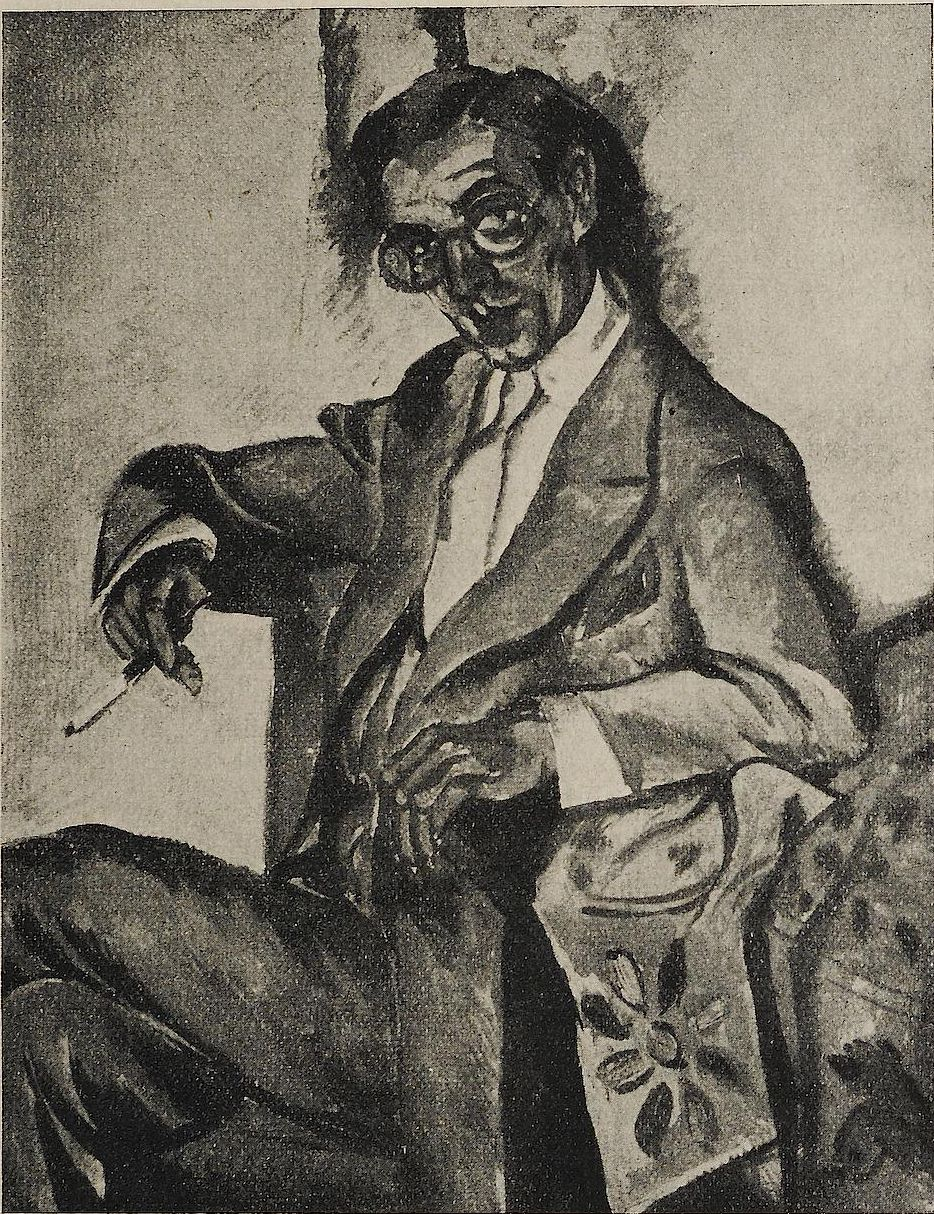
César Klein – Bildnis Bernhard Klein um 1919

Bernhard Henry Louis Klein (* 5. Januar 1888 in Hamburg; † 29. Juni 1967 in Berlin-Steglitz) war ein deutscher Grafiker, Maler, Bühnenbildner und Animator.

## Leben
Bernhard Klein war ein Sohn des Tischlers Carl August Heinrich Klein (1850–1928) und dessen Ehefrau Johanna Catharina Margaretha Elsabe, geborene Münster (1852–1931). Der Maler César Klein war sein älterer Bruder. Nach dem Besuch der Ober-Realschule absolvierte er ab 1904 zunächst eine kaufmännische Lehre gefolgt von der Tätigkeit als kaufmännischer Angestellter. Von 1908 bis 1912 war Klein Schüler der Staatlichen Kunstgewerbeschule in Hamburg in der Klasse von Carl Otto Czeschka. Ein Stipendium ermöglichte ihm 1912 eine halbjährige Studienreise nach Italien.
Klein begann 1913 als Werbegrafiker und Illustrator zu arbeiten. Er hatte eine Anstellung im Atelier des Werbegrafikers und Innenarchitekten Lucian Bernhard und war 1914 an der Gestaltung der Kölner Werkbundausstellung beteiligt. 1915 zog er, krankheitshalber vom Kriegsdienst befreit, nach Berlin. Hier machte er Bekanntschaft mit Herwarth Waldens Galerie „Der Sturm“ und dem „Sturm-Kreis“. Es kam zur Freundschaft mit Ludwig Meidner. Er fertigte nun Buchentwürfe, Illustrationen und Holzschnitte u. a. zur Orplid-Serie im Verlag Axel Juncker, für die Zeitschrift Die Schöne Rarität und die Schriftenreihe Der schwarze Turm des Kieler November-Verlages.
Im Jahr 1918 war er Gründungsmitglied der Berliner Novembergruppe und bis 1931 Mitglied und Schriftführer. von 1919 bis 1931 war er mit seinen Werken in der „Abteilung Novembergruppe“ regelmäßig auf den Großen Berliner Kunstausstellungen vertreten. Diese und auch die sonstigen Ausstellungen der Novembergruppe beschickte er mit Hafen- und Stadtansichten, Landschaften, Figurenbildern und Stillleben (Öl, Aquarell, Holzschnitt) im expressionistischen Stil. 1920 unternahm er erste Versuche zur Fertigung von Zeichen-Trickfilmen, daraus ergab sich später der Auftrag eines kurzen Zeichenfilms für eine Hamburger Filmgesellschaft. Am 3. April 1920 heiratete er in Hamburg Sylva Benvenida Nathan (1893–1984), Tochter des Brauerei-Direktors Ludwig Nathan, mosaischen Glaubens.
In den Jahren 1922/1923 war er Lehrer an der Berliner Reimann-Schule, einer 1902 von Albert Reimann gegründeten Kunstgewerbeschule in Berlin-Schöneberg. 1924 folgte er dem Ruf an das Neuen Schauspielhaus in Königsberg i. Pr., wo er unter den Intendanten Richard Rosenheim und Fritz Jessner bis 1928 als Ausstattungsleiter und Bühnenbildner und zudem als Maler und Grafiker tätig war. In der Funktion des Bühnenbildners war er von 1929 bis 1933 in Berlin an verschiedenen Bühnen, zuletzt an der Oper, wo er das Bühnenbild und die Kostüme für Rienzi schuf. In gleicher Funktion war er danach 1933 bis 1936 am Augsburger Stadttheater unter dem Intendanten Erich Pabst.
Gegen Bernhard Klein wurde 1937 durch die nationalsozialistische Reichskammer der bildenden Künste ein endgültiges Berufsverbot ausgesprochen. In den Jahren 1937/1938 stellte er selbständig einen Zeichenfilm her, der durch die Tobis-Filmgesellschaft angekauft und aufgeführt wurde. Von 1939 bis 1943 arbeitete er bei der Deutschen Zeichenfilm-Gesellschaft in Berlin. 1944 wurde Klein durch die Gestapo interniert und leistete bis 1945 einen Zwangsarbeitseinsatz im Lager Gardelegen der Organisation Todt.
Nach dem Ende des Zweiten Weltkrieges erhielt er 1945 eine Berufung an die Meisterschule für das Kunsthandwerk in Berlin, bei der er bis 1955 tätig war. Von 1951 bis 1961 war er Mitglied im „Ring Bildender Künstler Berlins“. In seinem 80. Lebensjahr verstarb er am 29. Juni 1967 in Berlin. Da Bernhard und Sylva Klein keine leiblichen Erben hatten, traf Klein mit der Galerie Nierendorf in Person Florian Karschs ein „großzügiges Arrangement“, demzufolge es keinen „Nachlaß“ geben würde. „Sein künstlerisches Gesamtwerk würde ein Teil in unseren ohnehin so umfangreichen Sammlungen sein“.

„Für Klein, dessen künstlerisches Œuvre nicht sehr groß ist, spielte die Idee der Ausgewogenheit eine zentrale Rolle. ‚Ich möchte lieber zeitlos sein als modern,‘ bemerkte er hierzu später, und: ‚Was man an Form gewinnt, verliert an Aussage. Das Extrem an Form führt ins Kunstgewerbe, das Extrem an Aussage in die Reportage. […] Es ist die Aufgabe des künstlerischen Empfindens, diese Synthese richtig abzuwägen.‘“

## Werke (Auswahl)
Bilder
- In den Katalogen der Großen Berliner Kunstausstellungen abgebildete Werke[8]
  - Katze und Blumen. 1920
  - Landschaft. 1921
  - Mittag. 1924, Aquarell
  - Elbstrand. 1927
  - Kurische Fischerboote. 1928
  - Ruhende Fischer am Strande. 1929

- Fußballspieler. 1922, Öl auf Kaliko auf Holz, 70 × 80 cm, Neue Nationalgalerie, Berlin[9]
- Der alte Kapitän. 1924, Öl auf Leinwand, 70,5 × 79 cm, Neue Nationalgalerie[10]
- Bahnübergang. 1926, Öl auf Pappe, 56 × 73 cm (H × B), Neue Nationalgalerie[11]
- Elbstrand (II). 1927, Öl auf Leinwand, 70 × 91 cm, Neue Nationalgalerie[12]

Buchgestaltung
- Eskimomärchen. Juncker, Berlin 1921 [Übers. Paul Sock; Einband Bernh. Klein]
- Pío Baroja: Spanische Miniaturen. (= Orplid-Bücher, 20) Juncker, Berlin 1920 [Übers. Anton Büchner; Zeichnungen Bernh. Klein]
- Alois Essigmann: Sawitri. Eine altindische Legende. (= Orplid-Bücher, 27) Juncker, Berlin 1920 [Bilder Bernh. Klein]
- William Wymark Jacobs: Fräulein Schiffsjunge und andere lustige Geschichten. Hermes, Hamburg 1919 [Einbandzeichnung Bernh. Klein]
- Bernhard Klein: Sieben unveröffentlichte Originalholzschnitte vom Stock gedruckt. (= Der schwarze Turm, 1918, 2) November-Verlag, Kiel 1918 [Text von Hans Jaquemar]
- Die Briefe der Ninon de Lenclos. Borngräber, Berlin 1917 [Einleitung Horst Broichstetten; Bilder Arthur Grunenberg; Einbandentwurf Bernh. Klein]

Filmografie
- 1920: Genuine, Bauten (Assistenz)[13]
- 1929: Jennys Bummel durch die Männer, Bauten
- 1941: Sonntagsabenteuer, Regie Animation
- 1943: Armer Hansi, Animation

## Ausstellungen (Auswahl)
Beteiligungen
Bernhar Klein war von 1919 bis 1931 mit seinen Werken regelmäßig auf den Großen Berliner Kunstausstellungen vertreten. Seine Beteiligung erfolgte im Rahmen der Abteilung Novembergruppe. In den Jahren 1920, 1921, 1924, 1927, 1928 und 1929 waren einige seiner Werke in den Katalogen abgebildet.
- 1920/1921: Galerie Fraenkel & Co (Josef Altmann), Berlin, Novembergruppe

Einzelausstellungen
- 1917: Axel Junckers Verlagsbuchhandlung, Berlin[3]
- 1947: William Wauers Kunsthaus Tempelhof, Berlin
- 1950: Galerie Franz, Berlin
- 1961: Galerie Wolfgang Gurlitt, München, Ölbilder
- 1963: Rathaus Schöneberg, Berlin „Zum 75. Geburtstag“
- 1966: Galerie Wolfgang Gurlitt, München, Aquarelle
- 1967: Kunsthaus Schaller, Stuttgart
- 1968: Galerie Nierendorf, Berlin, (= Katalog „Kunstblätter“ Nr. 14)
- 1964: Wien, Galerie Tao, Palais Palffy „Bernhard Klein – Ölbilder, Aquarelle, Zeichnungen“[14]
- 1964: Rom, Galleria d'Arte Il Bilico[15]
- 1979: Galerie Nierendorf, Berlin (mit einem Werkverzeichnis)
- 1986/1987: Galerie Nierendorf, Berlin, „Drei Maler – geprägt in Berlin – Otto Herbig, Bernhard Klein, Otto Möller – Gemälde, Pastelle, Aquarelle, farbige Zeichnungen.“
(= Katalog „Kunstblätter“ 48)
- 2003: Galerie Nierendorf, Berlin, (= Katalog „Kunstblätter“ Nr. 73)
- 2013: Galerie Nierendorf, Berlin, (= Katalog „Kunstblätter“ Nr. 93)[3]